# Diaszpóra (regény)
A Diaszpóra (Diaspora) egy 1997-ben megjelent transzhumanista sci-fi regény Greg Egan tollából. A regényt több kritikusa is a világ legkeményebben tudományos science fiction regényei között tartja számon, és egyike a szerző legismertebb munkáinak.
Magyarországon 2013-ban jelent meg az Ad Astra kiadó gondozásában, Huszár András fordításával.

## Cselekmény
|  | Alább a cselekmény részletei következnek! |

A XXI. századi Introdus óta megváltozott az emberiség.
A több ágra szakadt nép egyik része a halhatatlanságot választotta, és csatlakozott a poliszokhoz, elfogadva, hogy nem lesznek többek gondolkodó szoftvereknél.
Egy másik csoport a gleiznerlét mellett döntött. Magukat robottestbe költöztették. Nagy részük fúziós meghajtású űrhajókkal maga mögött hagyja a Naprendszert.
És vannak olyanok, akik a maradás mellett döntöttek (őket nevezik húsvéreknek). Ezek közül többen a dzsungelekben élnek, technikailag lemaradott, törzsi kultúrát tartva fenn, mások pedig igyekeznek a lehető legjobb körülmények között élni.
Ezt a felállást változtatja meg egy katasztrófa, mely lakhatatlanná teszi a Földet. Az emberiségnek muszáj útra kelnie, és szétszóródnia az űrben, hogy megtalálja a megoldást a problémájára. Ezzel veszi kezdetét az emberiség diaszpórája.
|  | Itt a vége a cselekmény részletezésének! |

## Alkotói folyamat és témák
A regény a transz- illetve poszthumanizmus jövőre gyakorolt hatását boncolgatja. A technológia teljesen átalakította az emberi kultúrát.
A regényt eredetileg novellának szánta volna a szerző Wang's Carpets címmel, mely meg is jelent a New Legends című, Greg Bear által összeállított antológiában 1995-ben. Egan a regénye elkészítésekor felhasználta a Wang's Carpets-et, mint a Diaszpóra egyik fejezetét.
A kötet végén egy szószedetben olvashatunk részletesen a regényben elhangzó technológiákról, és a szakkifejezések jelentéseiről. Egan ezek közül többet is saját maga talált ki, köztük a Kozuch-elmélettel, melyet a regény cselekménye előtt kilencszáz évvel dolgoztak ki. Az elmélet tízdimenziós nyalábként írja le a világegyetemet, és kitér arra, hogy a féreglyukak a különböző dimenziókhoz tartozó kapuk. Ahogy Egan többi munkájában, úgy ebben is részletes tudományos kutatómunkára épít a szerző.
A legtöbb szereplő neme még nem végleges a születésükkor, mely szintén visszatérő eleme Egan munkáinak. Több regényében is boncolgatta már a transzneműséget és az aszexualitást.

## Magyarul
- Diaszpóra; ford. Huszár András; Ad Astra, Bp., 2013